# 于毒
于 毒（う どく、? - 193年）は、中国後漢時代末期の武将。

## 事跡
| 姓名         | 于毒                        |
| 時代         | 後漢時代                    |
| 生没年       | 生年不詳 - 193年（初平4年） |
| 字・別号     | 〔不詳〕                    |
| 出身地       | 〔不詳〕                    |
| 職官         | 〔黒山軍部将〕              |
| 爵位・号等   | -                           |
| 陣営・所属等 | 〔独立勢力〕                |
| 家族・一族   | 〔不詳〕                    |

黒山軍（黒山賊）の部将の一人。ただし、常山郡の張燕の指揮下にあったとは言い難い。
初平2年（191年）、眭固や白繞とともに10余万の大軍を率いて挙兵し、東郡太守王肱を撃破した。しかし、白繞が援軍として出兵した曹操に濮陽で撃破されたため、曹操が新たに東郡太守となった。
翌3年（192年）春、于毒は曹操が頓丘に出陣した隙を狙い、曹操の本拠地であった東武陽を攻撃した。ところが曹操は、さらにその裏をかいて于毒の根拠地を急襲した。慌てて于毒は引き返したが、途中で曹操軍の伏兵に遭い、眭固と友軍の於夫羅が撃破されるという敗北を喫している。
翌4年（193年）3月、袁紹軍に所属する魏郡駐屯中の一部の部隊が反乱を起こしたため、于毒はこれと連合した。于毒と反乱軍は鄴城を陥落させ、魏郡太守栗成を殺害した。また、董卓が任命した冀州牧の壺寿とも同盟している。
しかし袁紹が反撃に出ると、反乱軍の一員であった陶升が袁紹に内応したため于毒らは劣勢となった。同年6月、于毒は朝歌県の鹿場山（鹿腸山とも）の蒼巌谷に追い込まれてしまい、5日間の包囲を受けた後に敗北し、壺寿とともに斬られた。
なお、小説『三国志演義』には登場しない。